# Нојштат ан дер Ајш
Нојштат ан дер Ајш (њем. Neustadt an der Aisch) град је у њемачкој савезној држави Баварска. Једно је од 38 општинских средишта округа Нојштат ан дер Ајш-Бад Виндсхајм. Према процјени из 2010. у граду је живјело 12.228 становника. Посједује регионалну шифру (AGS) 9575153.

## Географски и демографски подаци
Нојштат ан дер Ајш се налази у савезној држави Баварска у округу Нојштат ан дер Ајш-Бад Виндсхајм. Град се налази на надморској висини од 290 метара. Површина општине износи 61,2 km². У самом граду је, према процјени из 2010. године, живјело 12.228 становника. Просјечна густина становништва износи 200 становника/km².

## Међународна сарадња
| Мјесто        | Држава   | Врста сарадње | Од    |
| ------------- | -------- | ------------- | ----- |
| Хлубока       | Чешка    | контакт       | 2000. |
| Хино          | Јапан    | пријатељство  | 1996. |
| Монтеспертоли | Италија  | партнерство   | 1992. |
| Липик         | Хрватска | контакт       | 2000. |
| Извор         |          |               |       |